# Nossa Senhora do Socorro
Nossa Senhora do Socorro es un municipio ubicado en el estado brasileño de Sergipe. Su población era de 185.706 (2020) y su superficie es de 155,02 km2 (59,85 millas cuadradas). Nossa Senhora do Socorro se encuentra a 36 km (22 millas) de la capital del estado de Sergipe, Aracaju.